# Ешторільський автодром
Ешторільський автодром — автодром у Португалії, муніципалітеті Кашкайш, парафії Ешторіл. Належить державній холдинговій компанії Parpública. Траса приймала етап Формули-1 Гран-прі Португалії у період з 1984 по 1996 роки, а також етап чемпіонату світу з шосейно-кільцевих мотоперегонів MotoGP в період 2000-2012 років. Офіційна назва — Автодром Фернанда Пірес да Сільва (ісп. Autódromo Fernanda Pires da Silva)

## Історія
Автодром Ештуріл був відкритий 16 січня 1972 року. У 1982 трек був включений до календаря чемпіонату FIA F2. У 1984 році став центром міжнародної уваги, прийнявши найпрестижніші змагання у світі автоспорту — етап Формули-1. Відтоді Гран-прі Португалії відбувалось на Ештурілі щороку, до 1996 включно.
Траса прийняла багато цікавих гонок, зокрема першу перемогу у кар'єрі на ній здобули Айртон Сенна та Девід Култхард; свій перший поул здобув Герхард Бергер; Міхаель Шумахер тут вдруге став чемпіоном світу.
У 12-річний період проведення гонок Формули-1 Ештуріл кілька разів зазнавав реконструкцій з метою приведення її до нових вимог безпеки, найбільша з який пройшла у 1993 році. Тоді зона піт-лейну була повністю відремонтована, додатково було споруджено два тунелі для полегшення доступу в паддок; була побудовані нова контрольна вежа та медичний центр.
Після проведення останнього Гран-прі Португалії у 1996 році, автодром був зачинений на 2 роки для реконструкції, під час якої зазнав подальших радикальних змін. Вони торкнулись в основному конфігурації треку — для збільшення рівня безпеки був повністю перероблений перший поворот, був споруджений новий блок лікарні та високотехнологічний Медіа-центр.
Після перебудови, на Ештуріл повернулись перші змагання: 2 квітня 2000 року трек прийняв етап чемпіонату FIA GT Championship, окрім того ставши місцем проведення тестів команд Формули-1. 3 вересня цього ж року Автодром прийняв етап найпрестижніших змагань світу мотоспорту — чемпіонату світу з шосейно-кільцевих мотоперегонів MotoGP, який проводився тут щороку до сезону 2012 включно.